# 久米郡

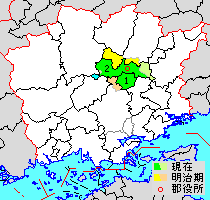
岡山県久米郡の位置（1.久米南町 2.美咲町 薄黄：後に他郡に編入された区域 薄緑・水色：後に他郡から編入した区域）

- 令制国一覧 > 山陽道 > 美作国 > 久米郡
- 日本 > 中国地方 > 岡山県 > 久米郡

久米郡（くめぐん）は、岡山県（美作国）の郡。
人口15,833人、面積310.82km²、人口密度50.9人/km²。（2025年3月1日、推計人口）
以下の2町を含む。
- 久米南町（くめなんちょう）
- 美咲町（みさきちょう）

## 郡域

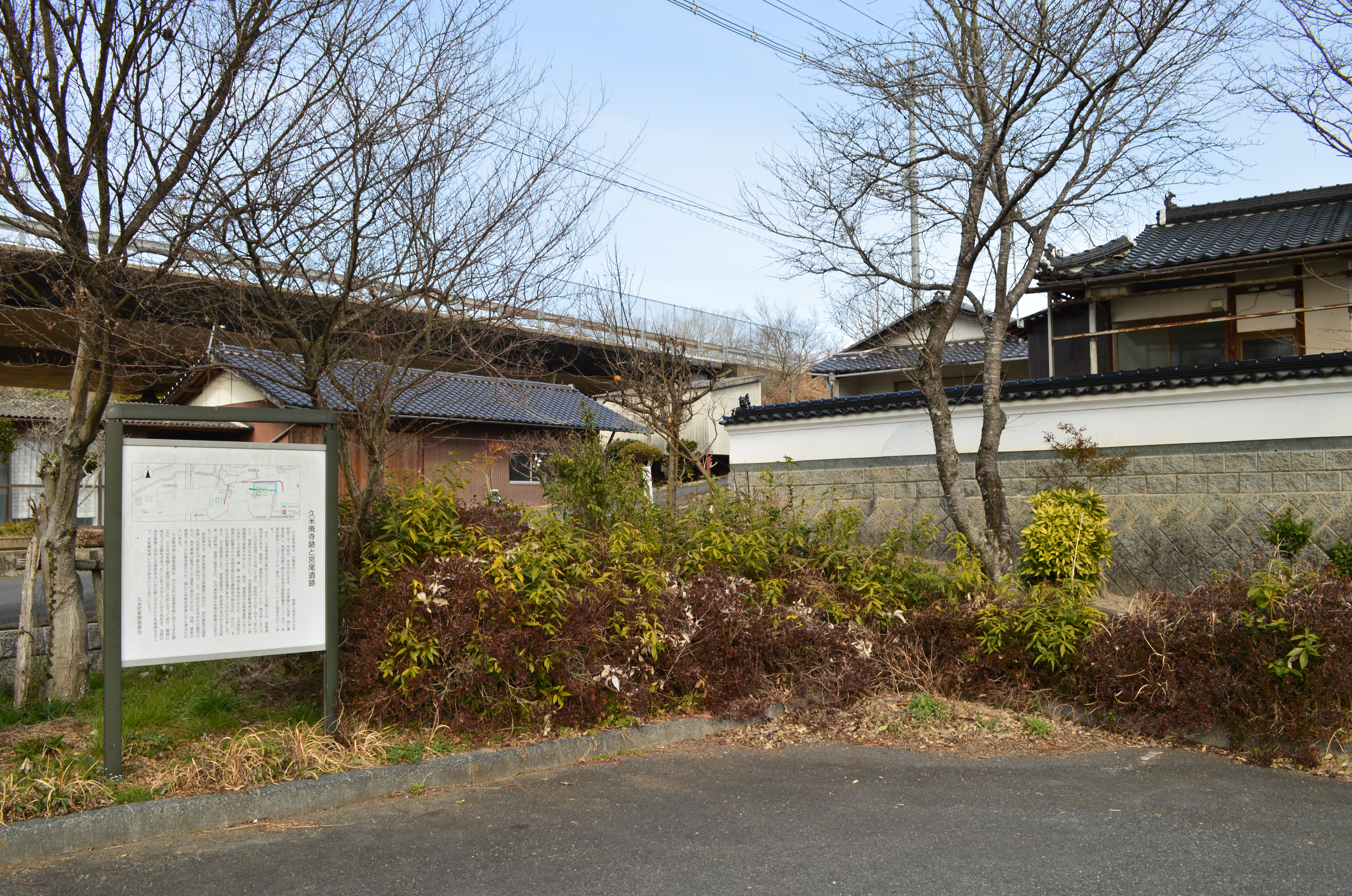
推定久米郡衙跡（宮尾遺跡）

1900年（明治33年）に行政区画として発足した当時の郡域は、下記の区域にあたる。
- 岡山市
  - 北区の一部（旭川以東のうち建部町福渡、建部町下神目以北）
- 津山市の一部（吉井川以南）
- 久米南町の全域
- 美咲町の大部分（吉井川以西かつ旭川以東）

## 歴史

### 久米郡（第1次）
近世に久米北条郡・久米南条郡に分割された。

### 久米郡（第2次）
- 明治33年（1900年）4月1日 - 郡制の施行により、久米南条郡・久米北条郡の区域をもって発足。以下の各村が本郡の所属となる。郡役所が豊岡村に設置。（24村）
  - 旧・久米北条郡（13村） - 大井西村、大井東村、大倭村、久米村（現・津山市）、三保村、打穴村（現・美咲町）、倭文東村、倭文中村（現・津山市）、倭文西村、西川村、垪和村、大垪和村（現・美咲町）、鶴田村（現・岡山市）
  - 旧・久米南条郡（11村） - 弓削村（現・久米南町）、吉岡村（現・美咲町）、福岡村、佐良山村（現・津山市）、豊岡村、稲岡北村（現・美咲町）、稲岡南村、龍川村、龍山村（現・久米南町）、福渡村（現・岡山市）、神目村（現・久米南町）
- 明治34年（1901年）4月1日 - 佐良山村の一部（大谷）が福岡村に編入。
- 明治37年（1904年）6月1日 - 豊岡村・稲岡北村が合併して加美村が発足。（23村）
- 明治39年（1906年）4月1日 - 加美村の一部（山ノ城）が稲岡南村に編入。
- 大正6年（1917年）4月1日 - 弓削村が町制施行して弓削町となる。（1町22村）
- 大正11年（1922年）11月23日 - 福渡村が町制施行して福渡町となる。（2町21村）
- 大正12年（1923年）4月1日 - 郡会が廃止。郡役所は存続。
- 大正15年（1926年）7月1日 - 郡役所が廃止。以降は地域区分名称となる。
- 昭和4年（1929年）2月11日 - 福岡村が苫田郡津山町・津山東町・西苫田村・二宮村・院庄村と合併して津山市が発足し、郡より離脱。（2町20村）
- 昭和15年（1940年）
  - 4月1日 - 弓削町・龍川村が合併し、改めて弓削町が発足。（2町19村）
  - 9月1日 - 倭文東村・倭文中村が合併して倭文村が発足。（2町18村）
- 昭和16年（1941年）2月11日 - 佐良山村が津山市に編入。（2町17村）
- 昭和17年（1942年）11月3日 - 加美村が町制施行して加美町となる。（3町16村）
- 昭和18年（1943年）11月3日 - 大井東村・大倭村が合併して大東村が発足。（3町15村）
- 昭和27年（1952年）
  - 4月1日 - 稲岡南村が改称して誕生寺村となる。
  - 8月1日 - 大井西村・大東村が合併して大井町が発足。（4町13村）
- 昭和28年（1953年）
  - 4月1日 - 倭文西村・西川村・垪和村が合併して旭町が発足。（5町10村）
  - 7月1日 - 旭町が御津郡江与味村の一部（江与味）を編入。
- 昭和29年（1954年）4月1日 - 弓削町・誕生寺村・龍山村・神目村が合併して久米南町が発足。（5町7村）
- 昭和30年（1955年）
  - 1月1日（6町1村）
    - 大井町・久米村・倭文村が合併して久米町が発足。
    - 加美町・三保村・打穴村・大垪和村が合併して中央町が発足。
    - 吉岡村が勝田郡飯岡村・北和気村・南和気村と合併して柵原町が発足。

  - 2月1日 - 福渡町・鶴田村が合併し、改めて福渡町が発足。（6町）
- 昭和36年（1961年）10月1日 - 旭町が真庭郡落合町の一部を編入。
- 昭和42年（1967年）1月15日 - 福渡町が御津郡建部町と合併し、改めて御津郡建部町が発足、郡より離脱。（5町）
- 平成17年（2005年）
  - 2月28日 - 久米町が津山市に編入。（4町）
  - 3月22日 - 中央町・旭町・柵原町が合併して美咲町が発足。（2町）

### 変遷表
| 明治33年4月1日 | 明治33年4月1日 | 明治33年 - 大正15年                 | 明治33年 - 大正15年                     | 昭和1年 - 昭和20年              | 昭和21年 - 昭和28年          | 昭和29年 - 昭和63年        | 昭和29年 - 昭和63年           | 平成1年 - 現在               | 現在     |
| -------------- | -------------- | ----------------------------------- | --------------------------------------- | ------------------------------- | ---------------------------- | -------------------------- | ----------------------------- | ---------------------------- | -------- |
| 旧久米南条郡   | 福岡村         | 福岡村                              | 福岡村                                  | 昭和4年2月11日 津山市の一部     | 津山市                       | 津山市                     | 津山市                        | 津山市                       | 津山市   |
| 旧久米南条郡   | 佐良山村       | (大谷） 明治34年4月1日 福岡村に編入 | 福岡村                                  | 昭和4年2月11日 津山市の一部     | 津山市                       | 津山市                     | 津山市                        | 津山市                       | 津山市   |
| 旧久米南条郡   | 佐良山村       | 佐良山村                            | 佐良山村                                | 昭和16年2月11日 津山市に編入    | 津山市                       | 津山市                     | 津山市                        | 津山市                       | 津山市   |
| 旧久米北条郡   | 久米村         | 久米村                              | 久米村                                  | 久米村                          | 久米村                       | 昭和30年1月1日 久米町      | 昭和30年1月1日 久米町         | 平成17年2月28日 津山市に編入 | 津山市   |
| 旧久米北条郡   | 大井西村       | 大井西村                            | 大井西村                                | 大井西村                        | 昭和27年8月1日 大井町        | 昭和30年1月1日 久米町      | 昭和30年1月1日 久米町         | 平成17年2月28日 津山市に編入 | 津山市   |
| 旧久米北条郡   | 大井東村       | 大井東村                            | 大井東村                                | 昭和18年11月3日 大東村          | 昭和27年8月1日 大井町        | 昭和30年1月1日 久米町      | 昭和30年1月1日 久米町         | 平成17年2月28日 津山市に編入 | 津山市   |
| 旧久米北条郡   | 大倭村         | 大倭村                              | 大倭村                                  | 昭和18年11月3日 大東村          | 昭和27年8月1日 大井町        | 昭和30年1月1日 久米町      | 昭和30年1月1日 久米町         | 平成17年2月28日 津山市に編入 | 津山市   |
| 旧久米北条郡   | 倭文東村       | 倭文東村                            | 倭文東村                                | 昭和15年4月1日 倭文村           | 倭文村                       | 昭和30年1月1日 久米町      | 昭和30年1月1日 久米町         | 平成17年2月28日 津山市に編入 | 津山市   |
| 旧久米北条郡   | 倭文中村       | 倭文中村                            | 倭文中村                                | 昭和15年4月1日 倭文村           | 倭文村                       | 昭和30年1月1日 久米町      | 昭和30年1月1日 久米町         | 平成17年2月28日 津山市に編入 | 津山市   |
| 旧久米北条郡   | 倭文西村       | 倭文西村                            | 倭文西村                                | 倭文西村                        | 昭和28年4月1日 旭町          | 旭町                       | 旭町                          | 平成17年3月22日 美咲町       | 美咲町   |
| 旧久米北条郡   | 西川村         | 西川村                              | 西川村                                  | 西川村                          | 昭和28年4月1日 旭町          | 旭町                       | 旭町                          | 平成17年3月22日 美咲町       | 美咲町   |
| 旧久米北条郡   | 垪和村         | 垪和村                              | 垪和村                                  | 垪和村                          | 昭和28年4月1日 旭町          | 旭町                       | 旭町                          | 平成17年3月22日 美咲町       | 美咲町   |
|                |                |                                     |                                         | 御津郡 江与味村の一部（江与味） | 昭和28年7月1日 旭町に編入    | 旭町                       | 旭町                          | 平成17年3月22日 美咲町       | 美咲町   |
|                |                |                                     |                                         |                                 | 真庭郡 落合町の一部          | 昭和36年10月1日 旭町に編入 | 旭町                          | 平成17年3月22日 美咲町       | 美咲町   |
| 旧久米南条郡   | 吉岡村         | 吉岡村                              | 吉岡村                                  | 吉岡村                          | 吉岡村                       | 昭和30年1月1日 柵原町      | 昭和30年1月1日 柵原町         | 平成17年3月22日 美咲町       | 美咲町   |
|                |                |                                     |                                         |                                 | 勝田郡 飯岡村                | 昭和30年1月1日 柵原町      | 昭和30年1月1日 柵原町         | 平成17年3月22日 美咲町       | 美咲町   |
|                |                |                                     |                                         |                                 | 勝田郡 北和気村              | 昭和30年1月1日 柵原町      | 昭和30年1月1日 柵原町         | 平成17年3月22日 美咲町       | 美咲町   |
|                |                |                                     |                                         |                                 | 勝田郡 南和気村              | 昭和30年1月1日 柵原町      | 昭和30年1月1日 柵原町         | 平成17年3月22日 美咲町       | 美咲町   |
| 旧久米北条郡   | 三保村         | 三保村                              | 三保村                                  | 三保村                          | 三保村                       | 昭和30年1月1日 中央町      | 昭和30年1月1日 中央町         | 平成17年3月22日 美咲町       | 美咲町   |
| 旧久米北条郡   | 打穴村         | 打穴村                              | 打穴村                                  | 打穴村                          | 打穴村                       | 昭和30年1月1日 中央町      | 昭和30年1月1日 中央町         | 平成17年3月22日 美咲町       | 美咲町   |
| 旧久米北条郡   | 大垪和村       | 大垪和村                            | 大垪和村                                | 大垪和村                        | 大垪和村                     | 昭和30年1月1日 中央町      | 昭和30年1月1日 中央町         | 平成17年3月22日 美咲町       | 美咲町   |
| 旧久米南条郡   | 豊岡村         | 明治37年6月1日 加美村               | 加美村                                  | 昭和17年11月3日 加美町          | 加美町                       | 昭和30年1月1日 中央町      | 昭和30年1月1日 中央町         | 平成17年3月22日 美咲町       | 美咲町   |
| 旧久米南条郡   | 稲岡北村       | 明治37年6月1日 加美村               | (山ノ城） 明治39年4月1日 稲岡南村に編入 | 稲岡南村                        | 昭和27年4月1日 改称 誕生寺村 | 昭和29年4月1日 久米南町    | 昭和29年4月1日 久米南町       | 久米南町                     | 久米南町 |
| 旧久米南条郡   | 稲岡南村       | 稲岡南村                            | 稲岡南村                                | 稲岡南村                        | 昭和27年4月1日 改称 誕生寺村 | 昭和29年4月1日 久米南町    | 昭和29年4月1日 久米南町       | 久米南町                     | 久米南町 |
| 旧久米南条郡   | 弓削村         | 大正6年4月1日 弓削町                | 大正6年4月1日 弓削町                    | 昭和15年4月1日 弓削町           | 弓削町                       | 昭和29年4月1日 久米南町    | 昭和29年4月1日 久米南町       | 久米南町                     | 久米南町 |
| 旧久米南条郡   | 龍川村         | 龍川村                              | 龍川村                                  | 昭和15年4月1日 弓削町           | 弓削町                       | 昭和29年4月1日 久米南町    | 昭和29年4月1日 久米南町       | 久米南町                     | 久米南町 |
| 旧久米南条郡   | 龍山村         | 龍山村                              | 龍山村                                  | 龍山村                          | 龍山村                       | 昭和29年4月1日 久米南町    | 昭和29年4月1日 久米南町       | 久米南町                     | 久米南町 |
| 旧久米南条郡   | 神目村         | 神目村                              | 神目村                                  | 神目村                          | 神目村                       | 昭和29年4月1日 久米南町    | 昭和29年4月1日 久米南町       | 久米南町                     | 久米南町 |
| 旧久米南条郡   | 福渡村         | 大正11年11月23日 福渡町             | 大正11年11月23日 福渡町                 | 福渡町                          | 福渡町                       | 昭和30年2月1日 福渡町      | 昭和42年1月15日 御津郡 建部町 | 平成19年1月22日 岡山市に編入 | 岡山市   |
| 旧久米北条郡   | 鶴田村         | 鶴田村                              | 鶴田村                                  | 鶴田村                          | 鶴田村                       | 昭和30年2月1日 福渡町      | 昭和42年1月15日 御津郡 建部町 | 平成19年1月22日 岡山市に編入 | 岡山市   |

## 行政
歴代郡長
| 代 | 氏名 | 就任年月日               | 退任年月日                | 備考                   |
| -- | ---- | ------------------------ | ------------------------- | ---------------------- |
| 1  |      | 明治33年（1900年）4月1日 |                           |                        |
|    |      |                          | 大正15年（1926年）6月30日 | 郡役所廃止により、廃官 |